# Центральные вены таламуса
Центральные вены таламуса (лат. venae centrales thalami) - это вены, дренирующие (отводящие кровь) от центральных частей таламуса.
Согласно определению Шлезингера, центральные вены таламуса формируются (берут начало) в глубине таламического ядерного комплекса, и впадают либо в одну из малых вен Галена, либо в базальную вену (вену Розенталя). В противоположность им, латеральные вены таламуса формируются (берут своё начало) в латеральной области таламуса, или в таламо-капсулярной области, то есть в той области таламуса, которая прилегает к внутренней капсуле. При этом латеральные верхние вены таламуса впадают в верхнюю таламостриарную вену, а латеральные нижние вены таламуса впадают в базальную вену (вену Розенталя) или в один из её межножковых притоков.
К центральной группе вен таламуса Шлезингер причислял нижеследующие вены:
- Фронтально-полярные вены таламуса (venae fronto-polares thalami) собирают кровь от передних ядер таламуса и впадают во внутреннюю мозговую вену.[1]
- Медиальные передние вены таламуса (venae mediales anteriores thalami) собирают кровь от медиальной передней части таламуса и впадают во внутреннюю мозговую вену.[1]
- Самыми крупными венами таламуса являются вены, которые Шлезингер называл главными, или основными (venae principales thalami), или центромедиальными венами таламуса (venae centro-mediales thalami). Они собирают кровь от латеральных, вентральных и ретикулярной групп ядер таламуса, а также от ядер гипоталамуса, и впадают во внутреннюю мозговую вену.[1]
- Вены подушки таламуса (venae pulvinares thalami), а именно нижние (venae pulvinares inferiores) и срединные (или медиальные) вены подушки таламуса (venae pulvinares mediales), как следует из их названия, собирают кровь от ядер подушки таламуса. Однако нижняя вена подушки таламуса впадает в базальную вену, в то время как срединная вена подушки таламуса впадает во внутреннюю мозговую вену.[1]
- Таламо-коленчатые вены (venae thalamo-geniculatae), которые Шлезингер иногда также называл коленчато-таламическими (venae geniculo-thalamicae), выходят у заднего конца (заднего полюса) таламуса, собирают кровь преимущественно от метаталамуса (состоящего из латерального и медиального коленчатых тел) и впадают либо в базальную вену (вену Розенталя), либо в вены преддверия третьего желудочка головного мозга.[1]